# Pterygiosperma tehuelches
Pterygiosperma es un género monotípico de plantas fanerógamas pertenecientes a la familia Brassicaceae. Su única especie: Pterygiosperma tehuelches, es originaria de Argentina.

## Taxonomía
Pterygiosperma tehuelches fue descrita por (Speg.) O.E.Schulz y publicado en Das Pflanzenreich IV. 105(Heft 86): 175. 1924.
Sinonimia
- Sisymbrium tehuelches Speg.
- Streptanthus tehuelches (Speg.) Gilg & Muschl.[3]